# Alohi Gilman
Alohi Gilman (Laie, 17 settembre 1997) è un giocatore di football americano statunitense che milita nel ruolo di safety per i Los Angeles Chargers della National Football League (NFL).

## Carriera

### Los Angeles Chargers
Gilman al college giocò a football alla United States Naval Academy (2016) e a Notre Dame (2017-2019). Fu scelto nel corso del sesto giro (186º assoluto) del Draft NFL 2020 dai Los Angeles Chargers. Debuttò come professionista subentrando nella settimana 1 contro i Cincinnati Bengals. La sua stagione da rookie si chiuse con 7 tackle in 15 presenze.